# Anglomanía

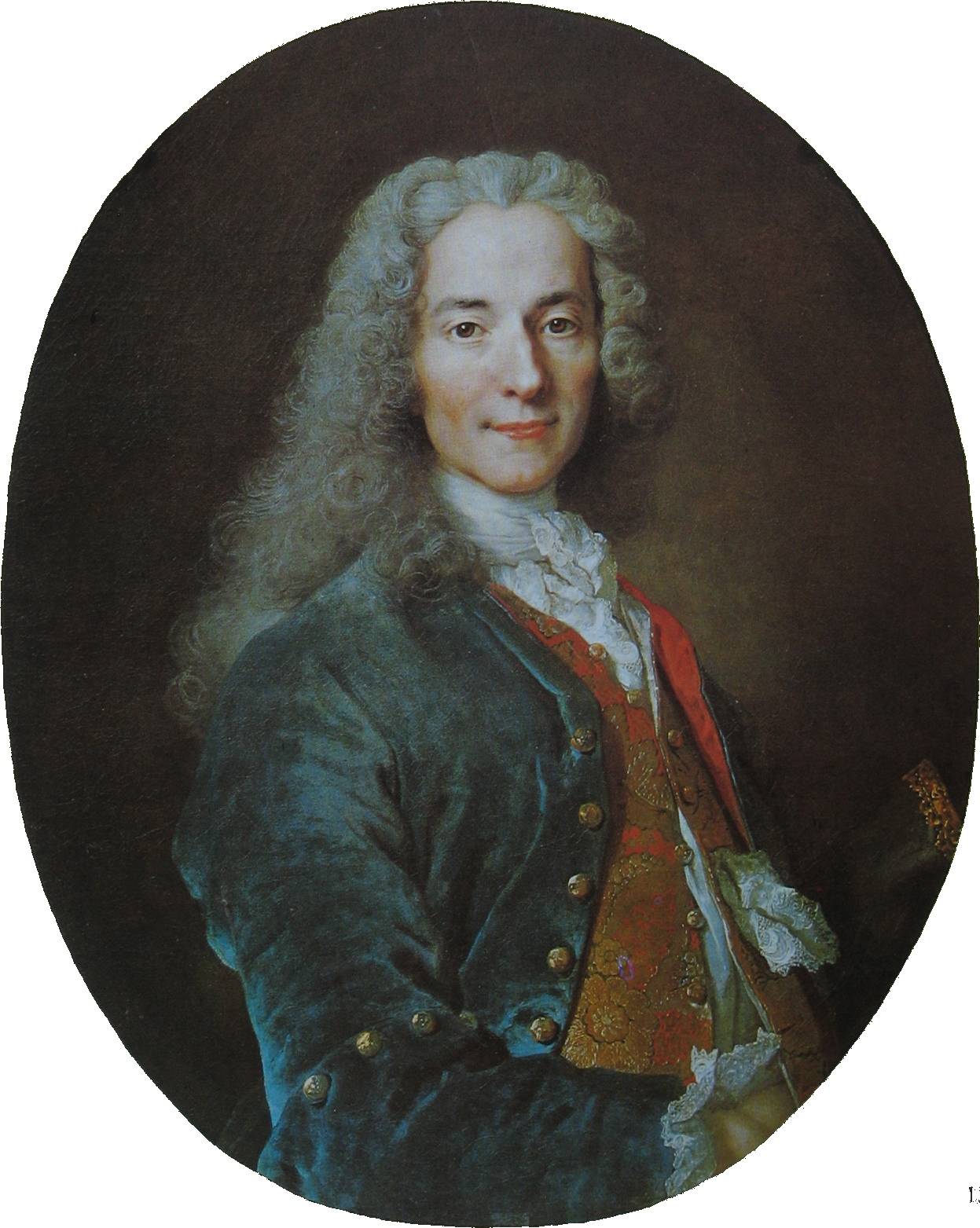
Voltaire, promotor de la anglomanía en el

Se llama anglomanía a la imitación exagerada de las ideas, de las costumbres y de las maneras inglesas. 
Ha tenido entre los franceses y los españoles sus vicisitudes, ligadas a los acontecimientos de ambas historias. La primera oposición de la anglomania data de Francia desde el siglo XVIII; unció bajo la regencia que fue, se sabe, una reacción contra el reinado de Luis XIV y que tomó en todas las cosas el contrapeso del sistema seguido por el gran rey. Nada era más natural. En tiempo en que el rey de Inglaterra Carlos II, estaba a sueldo de Luis XIV, y en que el embajador de Francia Bnrillon peasionaba a los principales miembros del parlamento, la imitación de las modas y de la literatura francesa, prevalecía en Londres y se hablaba francés en White-Hall. 
Un poco más tarde, Luis XIV en los últimos períodos de su reinado, había encontrado en Guillermo III el más temible y el más constante de sus adversarios; las ideas y las costumbres inglesas tenían poco favor en Versalles, mientras que aun después de la revolución de 1688, aun bajo el reinado de Ana, durante los primeros años del siglo XVIII, la literatura inglesa reflejaba todavía el genio francés. Pero muerto Luis XIV, de repente el resorte que comprimía los espíritus se dilata; el siglo, ávido de independencia y de novedades, interroga con interés curioso a una nación que había sobrepujado a Francia en la vida política. Fuerte con una doble revolución, dueña de pensarlo todo y de decirlo todo sobre materias políticas y religiosas, Inglaterra había conquistado en 1685 la libertad legal de prensa y el derecho ilimitado de discusión. Allí se había refugiado el pensamiento libre después de verse desterrado de los demás países. El gobierno francés dio la señal de esta conversión. La alianza inglesa llegó á ser la base de la política exterior del regente. Ya lord Bolinghroke, refugiado en Francia, había, por su espíritu y por sus triunfos como hombre de mundo, tanto como por su reputación de hombre de Estado, preparado la fusión de las ideas entre los dos países y representado en Francia el papel de mediador. 

## En literatura
Pronto la literatura secundó el movimiento de la política. Los dos principales genios de Francia en el siglo XVIII, Voltaire y Montesquieu, fueron los primeros patronos de las ideas inglesas. Desde 1727 a 1731, Voltaire residió en Inglaterra; el viaje que al mismo país hizo Montesquieu, cae en la misma época. Este país fue para ellos una escuela, donde el uno estudió la libertad política y el otro el escepticismo. La filosofía y la libertad inglesas han dejado su sello en los trabajos de estos dos escritores. Las primeras importaciones del espíritu británico llegaron a Francia por las Cartas filosóficas de Voltaire sobre los ingleses; después hizo conocer a los franceses las obras de Locke, popularizó el sistema de Newton; en fin, en sus tragedias de Zaira, la Muerte de César, naturalizó sobre la escena francesa las bellezas dramáticas de Shakespeare, cuyo atrevimiento mitigaba para adaptarlas al genio francés. Más tarde Voltaire quiso resistirse a esta invasión de la literatura inglesa pero él fue quien en su juventud dio la señal de admiración por las costumbres, las ideas y las producciones de Gran Bretaña. 

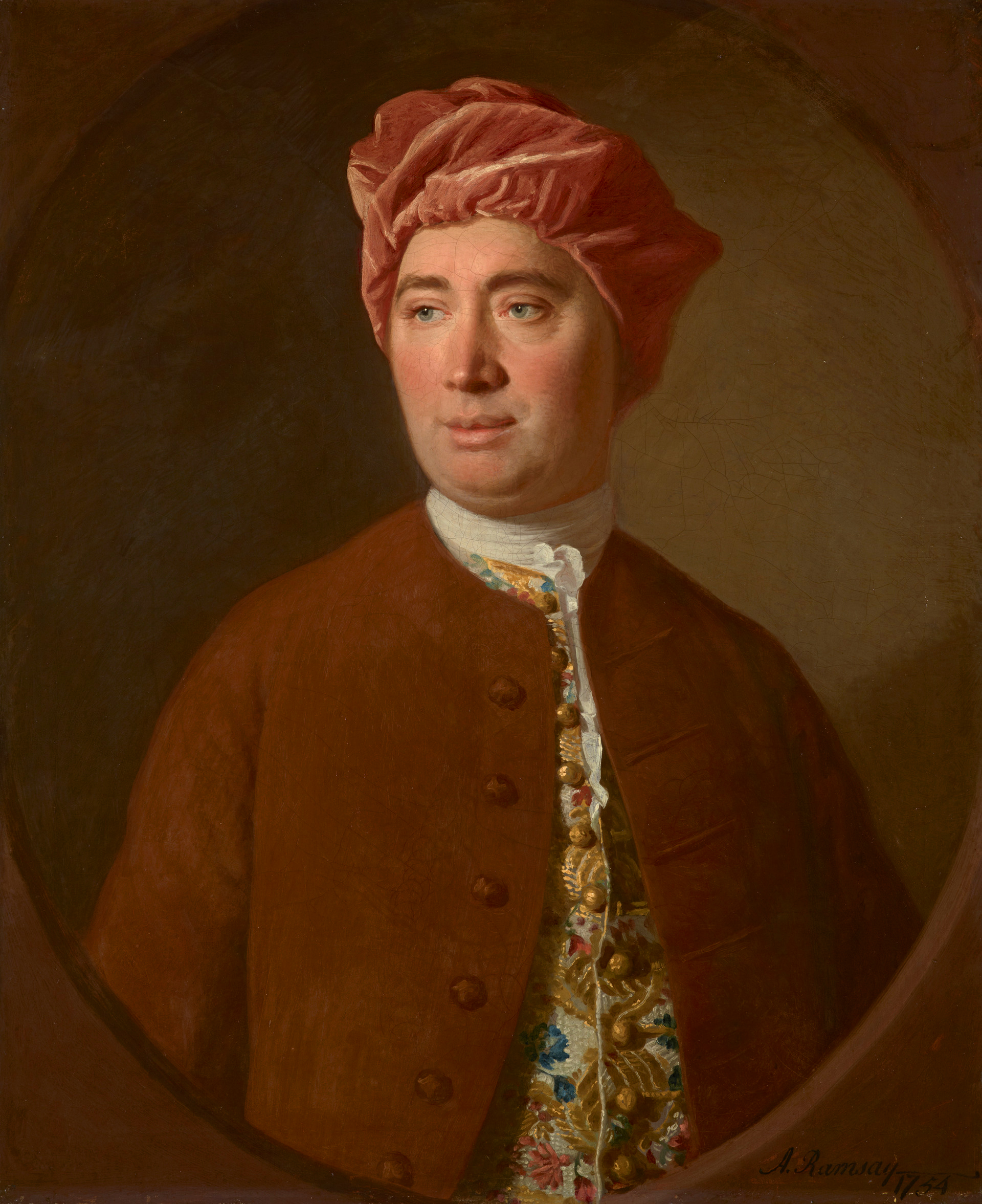
David Hume, escritor inglés

Montesquieu, glorificó la constitución inglesa por medio de la bella exposición que hizo de ella en el Espíritu de las leyes. Poco tiempo después, la gran boga de las novelas de Richardson, propagada por el entusiasmo contagioso de Diderot, contribuyó a iniciar más al público francés el secreto de las costumbres de la antigua Inglaterra. La guerra de siete años, tan desastrosa para las armas francesas, reanimando las antiguas animosidades nacionales, no quebrantó los vínculos intelectuales que ya se habían formado entre las clases ilustradas de ambos pueblos. En esta época fue cuando Rousseau mismo en su nueva Eloísa, daba el bello papel a milord Eduardo, cuyo carácter generoso y libre de preocupaciones ofrecía un ideal de nobleza y de independencia.
La literatura inglesa, por su parte, sufría también la reacción de las ideas francesas: todos los escritores de la nueva escuela histórica Hume, Robertson, Gibbon, son francamente discípulos de Voltaire. Este crédito que los escritores franceses obtenían al otro lado del estrecho, debía favorecer la inclinación que la sociedad francesa demostraba ya por la imitación de sus vecinos; el teatro de la época ofreció algunos ejemplos. La insurrección de las colonias americanas contra su metrópoli, no hizo más que precipitar el progreso de la anglomanía. En efecto, a pesar de la guerra que no tardó en estallar entre los dos gobiernos, a pesar de la revancha que Francia tenía que tomar sobre su rival, la elocuencia de los grandes oradores, tales como Chatan, Fox, Burko, Sheridan, Pitt, y la importancia de las cuestiones debatidas por ellos, fijaron la atención del mundo entero sobre la tribuna del parlamento británico. 
Aun cuando la anglomanía ha podido tener un lado cómico, como en los excesos en todos los géneros, no es menos cierto que los librepensadores en filosofía y en religión, de los cuales ha dado los primeros modelos Inglaterra, han traído los librepensadores en política. Desde la segunda mitad del siglo XVIII, el movimiento de las ideas no cesó entre los dos países, en lo cual España tomó gran parte.